# Darth Plagueis
Darth Plagueis kitalált szereplő a Star Wars világából. Ő volt Darth Sidious mestere. Plagueis a muunok fajába tartozott. 
Sith nagyúr, a közéletben eredeti nevén, Hego Damask néven tevékenykedett. Örökségének, a sötét oldal erejének és ravaszságának hála felnőttkorára a Bankár klán igazgatójaként lehetősége volt manipulálni a pénz áramlását a galaxisban, hogy megvalósítsa a Sithek nagy Tervét: a Sithek uralmát. 
Plagueis titokban tanulmányozta az Erő kölcsönhatásait is különböző lények midikloriánjainak manipulálásával. Képes volt rávenni őket, hogy elhagyják a testet, beállítva ezzel a halál állapotát, és arra is hogy visszatérjenek, újraindítva a test működését. Segítségükkel az időközben roncsolódott sejteket is képesek voltak visszaállítani az eredeti állapotukba. A muun nemcsak a halállal kísérletezett. A midikloriánok segítségével több nőnemű tesztalany is teherbe esett anélkül, hogy megtermékenyítették volna őket. 
Plagueis végül rájött arra is, hogy élhet örökké, hogyan befolyásolja a saját midikloriánjai működését. Képes volt az öngyógyításra és saját sejtjeinek végtelen megújítására.
Sidioust, a tanítványát idővel beavatta, habár végül nem jutottak el oda, hogy megtanítsa a sötét oldal eme titkára. Mikor már nem maradtak benne kétségek, hogy ők ketten örökké fognak élni és uralkodni a galaxison, amikor már biztossá vált Sidious kancellárrá választása a Szenátusban, akkor történt meg a tragédia. Plagueis tervei szerint, ő lett volna a társkancellár, akit Sidious nevez ki maga mellé, így a politikában és a pénzügyekben is a Sitheké lett volna a hatalom. Ám Sidious mohóbb és hataloméhesebb volt ennél, valójában nem akart osztozkodni a muun-nal, és kiderült, hogy őt is manipulálta. Mikor kettesben  maradtak a győzelmet megünnepelni, egy üveg  ötvenéves sullusti bor fenekére néztek. A már 20 éve az Erő segítségével éber maradó muun óvatlan lett, és elaludt. Sidious ekkor ragadta meg az alkalmat és mesterét, akit egyszerre tisztelt és gyűlölt, sith villámokkal és fojtással ölte meg, hogy ne maradjon nála hatalmasabb Sith a galaxisban.

## Plagueis ésSidious
Sidious nagy erővel rendelkezett. Mindent a mestere előtt kellett bemutatnia. Sidious már eleve sith volt, egyáltalán nem volt jedi, még padawan se.

## Halála
Sidious nagyon erős sith lett, de irigy volt a mestere erejére, ezért egy éjjel fénykardjával leszúrta alvó mesterét, akinek ereje Sidiousba szállt.

## SidiousAnakinnakPlagueisről
Palpatine (Darth Sidious) a harmadik részben elkezdett Anakinnak mesélni Darth Plagueis erejéről. Ahogy mondta: "Hallottál valaha a bölcs Darth Plagueis tragédiájáról?". Sidious azért mondta el Plagueis tragédiáját Anakinnak, hogy elhitesse vele, hogy a sötét oldal hatalmával mindenkit legyőzhet. A történet befejezése után Darth Plagueisről nem fogunk többé hallani a Star Warsban.